# نادر بكار
نادر بكار سياسي مصري ؛ ذاع صيته عقب ثورة يناير 2011 كأحد الوجوه الشبابية المعبرة عن التيار الإسلامي ؛ عضو مؤسس بحزب النور المصري الذي حقق المركز الثاني في أول انتخابات برلمانية تجري في مصر بعد الثورة بنسبة 24٪ متفوقا ًعلى أحزاب مصرية عريقة كحزب الوفد الليبرالي ومحققا ًمفاجأة انتخابات 2011 ؛ عمل بكار متحدثا ًرسميا ًلحزب النور خلال فترة الانتخابات وما تلاها من حراك سياسي ؛ وانتخب عضوا ًبلجنة كتابة الدستور في العام 2012 ليصبح أصغر أعضائها سنا ً28 سنة ....اختير كأفضل شخصية سياسية شابة مؤثرة في الاستفتاء الذي أجرته مجلة الشباب عام 2012 ؛ يكتب حاليا ًمرتين أسبوعيا ًعامودا ًثابتا ًبجريدة الشروق المصرية بعنوان ( وجهة وطن ) ومقالة أسبوعية بمجلة سبع أيام وله مشاركات ثابتة بموقع Atlantic council ؛ وسبق له الكتابة أسبوعيا ًلجرائد الأهرام ؛ الوطن ؛ اليوم السابع ؛ ولمواقع open democracy , Ahram on line , fekra forum.
يشغل حاليا ًمنصب مساعد رئيس حزب النور للشئون الاقتصادية؛ متزوج من طبيبة هي ابنة القيادي د . بسام الزرقا نائب رئيس حزب النور وله ولد وبنت تخصص في مجال الإدارة الاستراتيجية قبل عمله السياسي وتدرج في المناصب حتى وصل إلى درجة مدير تنفيذي للمشروعات على المستوى الإقليمي بأحد أكبر المؤسسات الطبية في مصر والمملكة العربية السعودية .

## قالوا عن نادر بكار
- لا يمكن إلا أن تعجب بقدرات نجم السلفيين الصاعد نادر بكار (عبد الرحمن الراشد) [2]
- أقول إن نادر بكار عندما تراه أو تسمعه يتحدث تحبه في الله بدون سابق معرفة. انا عندما أرى الشيخ نادر كأني أرى تفسير هذه الآية الكريمة ((ادْعُ إِلَى سَبِيلِ رَبِّكَ بِالْحِكْمَةِ وَالْمَوْعِظَةِ الْحَسَنَةِ وَجَادِلْهُمْ بِالَّتِي هِيَ أَحْسَنُ إِنَّ رَبَّكَ هُوَ أَعْلَمُ بِمَنْ ضَلَّ عَنْ سَبِيلِهِ وَهُوَ أَعْلَمُ بِالْمُهْتَدِينَ)) [النحل:125] (محمد ادريس)

## وصلات خارجية
- صفحة نادر بكار الرسمية علي الفيس بوك  على فيسبوك.
- صفحة نادر بكار الرسمية علي تويتر
- مقالات نادر بكار في جريدة اليوم السابع
- مقالات نادر بكار في جريدة الأهرام
- مقالات نادر بكار في جريدة الوطن
- مقالات نادر بكار في جريدة الشروق
- مقالات نادر بكار في الموقع العالمي open democracy